# Dolga Gora
Dolga Gora je naselje u slovenskoj Općini Šentjuru. Dolga Gora se nalazi u pokrajini Štajerskoj i statističkoj regiji Savinjskoj. 

## Stanovništvo
Prema popisu stanovništva iz 2002. godine naselje je imalo 269 stanovnika.